# 埃屈耶
埃屈耶（法語：Écuillé，法語發音：[ekɥije] ⓘ）是法国曼恩-卢瓦尔省的一个市镇，属于昂热区。

## 地理
埃屈耶（47°36'55"N, 0°33'45"W）面积12.55 平方千米，位于法国卢瓦尔河地区大区曼恩-卢瓦尔省，该省份为法国西部内陆省份，大致对应安茹地区，北起顺时针与马耶讷省、萨尔特省、安德尔-卢瓦尔省、维埃纳省、德塞夫勒省、旺代省、大西洋卢瓦尔省和伊勒-维莱讷省接壤。
与埃屈耶接壤的市镇（或旧市镇、城区）包括：谢夫、弗讷、索当茹、苏莱尔和布尔、莱欧当茹。

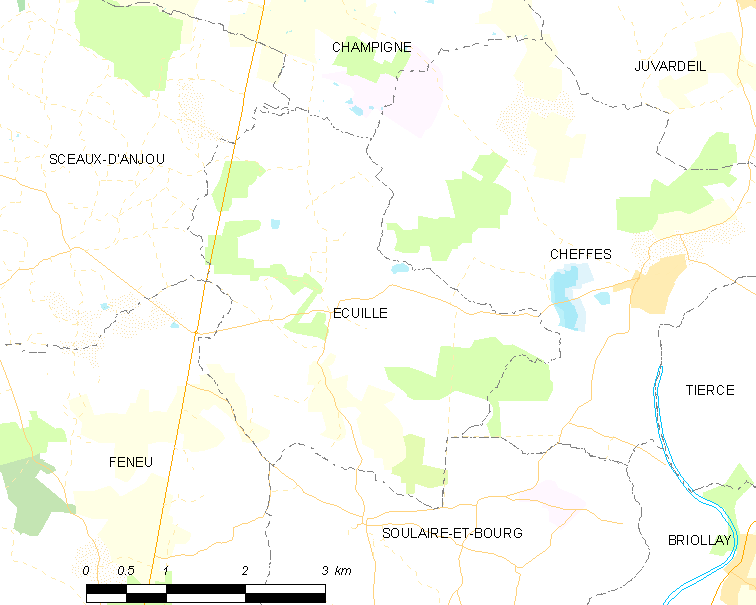
埃屈耶的OSM定位图

埃屈耶的时区为UTC+01:00、UTC+02:00（夏令时）。

## 行政
埃屈耶的邮政编码为49460，INSEE市镇编码为49130。

## 政治
埃屈耶所属的省级选区为昂热第五县。

## 人口

1962-2008年间埃屈耶人口变化图示

埃屈耶于2022年1月1日时的人口数量为661人。